# Alebroides shokanus
Alebroides shokanus är en insektsart som beskrevs av Matsumura 1931. Alebroides shokanus ingår i släktet Alebroides och familjen dvärgstritar. Inga underarter finns listade i Catalogue of Life.